# Bill Bridges
William C. "Bill" Bridges (Hobbs, Nuevo México, 4 de abril de 1939-Santa Mónica, California, 25 de septiembre de 2015) es un exjugador de baloncesto estadounidense que disputó 13 temporadas en la NBA y otras dos en la desaparecida ABL. Ganó su único anillo de campeón en 1975 con Golden State Warriors, y fue seleccionado en 3 ocasiones para disputar el All-Star Game. Con 1,98 metros de altura jugaba en la posición de ala-pívot.

## Trayectoria deportiva

### Universidad
Bridges jugó durante tres temporadas con los Jayhawks de la Universidad de Kansas, donde logró destacar en su faceta reboteadora, capturando 30 rebotes en un partido en 1960 ante Northwestern, siendo sólo superado en la historia de su universidad en dos ocasiones, ambas de la mano de Wilt Chamberlain. En el total de su carrera universitaria promedió 13,1 puntos y 13,9 rebotes por partido. Su camiseta con el número 32 fue retirada por su universidad, mientras que el premio al mejor reboteaor del año lleva su nombre desde hace años.

### Profesional
Fue elegido en el puesto 32 de la tercera ronda del Draft de la NBA de 1961 por Chicago Packers, pero eligió jugar en la ABL, una liga que apenas tuvo un año y medio de existencia, en los Kansas City Steers, con los que promedió 23,6 puntos por partido (el segundo máximo anotador de la corta historia de la liga, por detrás de Connie Hawkins) y 13,9 rebotes por partido, el mejor en este apartado de la liga.
Una vez desaparecida la ABL, firmó por los St. Louis Hawks, donde, tras dos temporadas discretas, comenzó a despuntar en la 1964-65, promediando dobles figuras en puntos y rebotes (11,5 puntos y 10,8 rebotes), algo que repetiría en sus 9 siguientes temporadas como profesional. En 1967 disputaría su primer All-Star, poniendo el broche de oro a su mejor temporada como profesional, que acabó promediando 17,4 puntos y 15,1 rebotes por partido, el quinto mejor de la liga en este último apartado.
Repetiría apariciones en el All-Star en 1968 y 1970, ya con el equipo jugando en la ciudad de Atlanta. Poco después de comenzar la temporada 1971-72, y ya con 32 años, fue traspasado a Philadelphia 76ers, de donde pasó al añoi siguiente a los Lakers, para terminar jugando 15 partidos con los Golden State Warriors además de otros 14 en los playoffs de 1975, que le supondrían su único anillo de campeón de la NBA, ya en el ocaso de su carrera deportiva, ya que se retiraría al finalizar esa temporada.
En sus 13 años como profesional de la NBA promedió 11,9 puntos y 11,9 rebotes por partido.

## Estadísticas de su carrera en la NBA
| Temporada | Edad | Equipo                | Liga | P   | TIT | MIN  | TC  | TCA  | %TC  | 3P | 3PA | %3P | TL  | TLA | %TL  | R.OF. | R.DEF. | REB  | ASIS | ROB | TAP | PER | FP  | PTS  |
| 1962-63   | 23   | St. Louis Hawks       | NBA  | 27  |     | 13.9 | 2.4 | 5.9  | .413 |    |     |     | 1.2 | 1.9 | .627 |       |        | 5.3  | 0.9  |     |     |     | 2.1 | 6.1  |
| 1963-64   | 24   | St. Louis Hawks       | NBA  | 80  |     | 24.4 | 3.4 | 8.4  | .397 |    |     |     | 1.8 | 2.8 | .652 |       |        | 8.5  | 2.3  |     |     |     | 3.4 | 8.5  |
| 1964-65   | 25   | St. Louis Hawks       | NBA  | 79  |     | 29.9 | 4.6 | 11.9 | .386 |    |     |     | 2.4 | 3.5 | .676 |       |        | 10.8 | 2.4  |     |     |     | 3.5 | 11.5 |
| 1965-66   | 26   | St. Louis Hawks       | NBA  | 78  |     | 34.3 | 4.8 | 11.9 | .407 |    |     |     | 3.3 | 4.7 | .706 |       |        | 12.2 | 2.7  |     |     |     | 4.3 | 13.0 |
| 1966-67   | 27   | St. Louis Hawks       | NBA  | 79  |     | 39.6 | 6.4 | 14.0 | .455 |    |     |     | 4.6 | 6.6 | .702 |       |        | 15.1 | 2.8  |     |     |     | 4.1 | 17.4 |
| 1967-68   | 28   | St. Louis Hawks       | NBA  | 82  |     | 39.0 | 5.7 | 12.3 | .462 |    |     |     | 4.2 | 5.9 | .717 |       |        | 13.4 | 3.1  |     |     |     | 4.5 | 15.6 |
| 1968-69   | 29   | Atlanta Hawks         | NBA  | 80  |     | 36.6 | 4.4 | 9.7  | .453 |    |     |     | 3.0 | 4.4 | .677 |       |        | 14.2 | 3.7  |     |     |     | 3.6 | 11.8 |
| 1969-70   | 30   | Atlanta Hawks         | NBA  | 82  |     | 39.9 | 5.4 | 11.4 | .475 |    |     |     | 4.0 | 5.5 | .734 |       |        | 14.4 | 4.2  |     |     |     | 3.6 | 14.8 |
| 1970-71   | 31   | Atlanta Hawks         | NBA  | 82  |     | 38.3 | 4.7 | 10.2 | .458 |    |     |     | 2.6 | 4.0 | .639 |       |        | 15.0 | 2.9  |     |     |     | 3.9 | 11.9 |
| 1971-72   | 32   | TOTAL                 | NBA  | 78  |     | 35.3 | 4.9 | 10.0 | .487 |    |     |     | 2.8 | 4.1 | .703 |       |        | 13.5 | 2.5  |     |     |     | 3.4 | 12.6 |
| 1971-72   | 32   | Atlanta Hawks         | NBA  | 14  |     | 39.0 | 3.6 | 9.6  | .381 |    |     |     | 2.2 | 3.1 | .705 |       |        | 13.6 | 2.9  |     |     |     | 3.6 | 9.5  |
| 1971-72   | 32   | Philadelphia 76ers    | NBA  | 64  |     | 34.5 | 5.1 | 10.1 | .509 |    |     |     | 3.0 | 4.3 | .702 |       |        | 13.5 | 2.5  |     |     |     | 3.4 | 13.2 |
| 1972-73   | 33   | TOTAL                 | NBA  | 82  |     | 35.0 | 4.1 | 8.8  | .461 |    |     |     | 2.2 | 3.1 | .702 |       |        | 11.0 | 2.7  |     |     |     | 3.6 | 10.3 |
| 1972-73   | 33   | Philadelphia 76ers    | NBA  | 10  |     | 37.6 | 4.7 | 12.5 | .376 |    |     |     | 4.6 | 6.5 | .708 |       |        | 12.2 | 2.3  |     |     |     | 3.5 | 14.0 |
| 1972-73   | 33   | Los Angeles Lakers    | NBA  | 72  |     | 34.6 | 4.0 | 8.3  | .479 |    |     |     | 1.8 | 2.6 | .700 |       |        | 10.9 | 2.7  |     |     |     | 3.6 | 9.8  |
| 1973-74   | 34   | Los Angeles Lakers    | NBA  | 65  |     | 27.9 | 3.3 | 7.9  | .421 |    |     |     | 1.8 | 2.5 | .707 | 3.0   | 4.7    | 7.7  | 2.3  | 0.9 | 0.5 |     | 3.4 | 8.4  |
| 1974-75   | 35   | TOTAL                 | NBA  | 32  |     | 13.0 | 1.1 | 2.9  | .376 |    |     |     | 0.5 | 1.1 | .500 | 2.0   | 2.2    | 4.2  | 1.0  | 0.3 | 0.2 |     | 2.0 | 2.7  |
| 1974-75   | 35   | Los Angeles Lakers    | NBA  | 17  |     | 18.1 | 1.2 | 3.4  | .351 |    |     |     | 0.9 | 1.8 | .533 | 2.7   | 2.8    | 5.5  | 1.6  | 0.4 | 0.3 |     | 2.7 | 3.3  |
| 1974-75   | 35   | Golden State Warriors | NBA  | 15  |     | 7.2  | 1.0 | 2.4  | .417 |    |     |     | 0.1 | 0.3 | .250 | 1.2   | 1.5    | 2.7  | 0.3  | 0.3 | 0.0 |     | 1.3 | 2.1  |
| TOTALES   |      |                       | NBA  | 926 |     | 33.3 | 4.5 | 10.2 | .442 |    |     |     | 2.9 | 4.1 | .693 | 2.6   | 3.9    | 11.9 | 2.8  | 0.7 | 0.4 |     | 3.6 | 11.9 |

| Temporada | Edad | Equipo             | Liga | P   | MIN  | TCA | TC   | 3PA | 3P | TLA | TL  | R.OF. | REB  | ASIS | ROB | TAP | PER | FP  | PTS  | %TC  | %3P | %FT  | MIN  | PTS  | REB  | AST |
| 1962-63   | 23   | St. Louis Hawks    | NBA  | 11  | 204  | 41  | 96   |     |    | 20  | 27  |       | 86   | 9    |     |     |     | 31  | 102  | .427 |     | .741 | 18.5 | 9.3  | 7.8  | 0.8 |
| 1963-64   | 24   | St. Louis Hawks    | NBA  | 12  | 240  | 26  | 83   |     |    | 12  | 19  |       | 84   | 24   |     |     |     | 46  | 64   | .313 |     | .632 | 20.0 | 5.3  | 7.0  | 2.0 |
| 1964-65   | 25   | St. Louis Hawks    | NBA  | 4   | 145  | 21  | 59   |     |    | 10  | 15  |       | 67   | 9    |     |     |     | 19  | 52   | .356 |     | .667 | 36.3 | 13.0 | 16.8 | 2.3 |
| 1965-66   | 26   | St. Louis Hawks    | NBA  | 10  | 421  | 86  | 170  |     |    | 31  | 43  |       | 149  | 28   |     |     |     | 47  | 203  | .506 |     | .721 | 42.1 | 20.3 | 14.9 | 2.8 |
| 1966-67   | 27   | St. Louis Hawks    | NBA  | 9   | 369  | 48  | 128  |     |    | 45  | 67  |       | 169  | 22   |     |     |     | 36  | 141  | .375 |     | .672 | 41.0 | 15.7 | 18.8 | 2.4 |
| 1967-68   | 28   | St. Louis Hawks    | NBA  | 6   | 216  | 38  | 75   |     |    | 18  | 25  |       | 77   | 14   |     |     |     | 23  | 94   | .507 |     | .720 | 36.0 | 15.7 | 12.8 | 2.3 |
| 1968-69   | 29   | Atlanta Hawks      | NBA  | 11  | 442  | 69  | 156  |     |    | 34  | 48  |       | 178  | 37   |     |     |     | 48  | 172  | .442 |     | .708 | 40.2 | 15.6 | 16.2 | 3.4 |
| 1969-70   | 30   | Atlanta Hawks      | NBA  | 9   | 381  | 44  | 110  |     |    | 16  | 27  |       | 154  | 29   |     |     |     | 37  | 104  | .400 |     | .593 | 42.3 | 11.6 | 17.1 | 3.2 |
| 1970-71   | 31   | Atlanta Hawks      | NBA  | 5   | 229  | 23  | 58   |     |    | 3   | 9   |       | 104  | 5    |     |     |     | 17  | 49   | .397 |     | .333 | 45.8 | 9.8  | 20.8 | 1.0 |
| 1972-73   | 33   | Los Angeles Lakers | NBA  | 17  | 582  | 57  | 136  |     |    | 38  | 49  |       | 158  | 29   |     |     |     | 68  | 152  | .419 |     | .776 | 34.2 | 8.9  | 9.3  | 1.7 |
| 1973-74   | 34   | Los Angeles Lakers | NBA  | 5   | 144  | 12  | 41   |     |    | 6   | 13  | 14    | 30   | 6    | 7   | 0   |     | 19  | 30   | .293 |     | .462 | 28.8 | 6.0  | 6.0  | 1.2 |
| 1974-75   | 35   | G. State Warriors  | NBA  | 14  | 148  | 10  | 23   |     |    | 2   | 7   | 13    | 49   | 7    | 9   | 4   |     | 23  | 22   | .435 |     | .286 | 10.6 | 1.6  | 3.5  | 0.5 |
| TOTALES   |      |                    | NBA  | 113 | 3521 | 475 | 1135 |     |    | 235 | 349 | 27    | 1305 | 219  | 16  | 4   |     | 414 | 1185 | .419 |     | .673 | 31.2 | 10.5 | 11.5 | 1.9 |

## Fallecimiento
Bill falleció el viernes 25 de septiembre de 2015 en Santa Mónica, California, a los 76 años de edad tras una lucha contra el cáncer que no pudo superar.